# ساحل پشه (مجموعه تلویزیونی)
ساحل پشه (انگلیسی: The Mosquito Coast) مجموعه تلویزیونی آمریکایی است که با اقتباس از فیلم ساحل پشه ساخته شده است. پخش این سریال در سال ۲۰۲۱ آغاز شد.
خلاصه داستان  : یک مخترع آرمان گرا که از فساد حاکم بر دنیای متمدن به ستوه آمده، همراه با اعضای خانواده خود به یکی از کشورهای آمریکای لاتین نقل مکان میکند در ادامه او در صدد تامین امنیت خانواده خود برمی آید